# Hydrovatus pilitibiis
Hydrovatus pilitibiis är en skalbaggsart som beskrevs av Omer-cooper 1957. Hydrovatus pilitibiis ingår i släktet Hydrovatus och familjen dykare. Inga underarter finns listade i Catalogue of Life.